# Cesare Monti
Cesare Monti (ur. 15 maja 1594 w Mediolanie, zm. 16 sierpnia 1650 tamże) – włoski kardynał.

## Życiorys
Urodził się 15 maja 1594 roku w Mediolanie, jako syn Princivallego Montiego i Anny Landriani. Studiował na Uniwersytecie Pawijskim, gdzie uzyskał doktorat z prawa. Po wstąpieniu do Kurii Rzymskiej został referendarzem Trybunału Obojga Sygnatur i protonotariuszem apostolskim. Wstąpił także do inkwizycji rzymskiej i został audotorem Świętej Konsulty. W 1627 roku został mianowany nuncjuszem w Neapolu. Rok później został nuncjuszem nadzwyczajnym w Hiszpanii, by negocjować pokój po wojnie o sukcesję mantuańską. Pomimo wysiłków, Hiszpania pozostała wrogo nastawiona, ze względu na profrancuskie nastawienie Urbana VIII. Na przełomie 1629 i 1630 roku Monti przyjął święcenia kapłańskie. 19 listopada 1629 roku został wybrany tytularnym arcybiskupem Antiochii, a 28 stycznia następnego roku przyjął sakrę. Również 19 listopada 1629 roku został kreowany kardynałem in pectore. Wiosną objął nuncjaturę w Hiszpanii i pozostał tam przez cztery lata. W 1632 roku został arcybiskupem Mediolanu. Jego nominacja na kardynała prezbitera została ogłoszona na konsystorzu 28 listopada 1633 roku i nadano mu kościół tytularny Santa Maria in Traspontina. Rok później zrezygnował z patriarchatu Antiochii. Przez większość czasu, gdy zarządzał archidiecezją, reprezentował interesy Księstwa Mediolanu podczas wojny Francji z Habsburgami. Zmarł 16 sierpnia 1650 roku w Mediolanie.